# Unió per plegament de xapa
En el treball dels metalls i activitats afins, una unió per plegament de xapa és una unió entre dues xapes metàl·liques realitzada amb deformació de les dues xapes en la zona d'unió. Les unions per plegament són de la mena anomenada "amb tanca de forma": la immobilització relativa de les peces és el resultat de la seva forma, no pas perquè estiguin soldades, encolades o reblades.
En altres casos més generals s'usen unions per deformació d'una peça metàl·lica segons el resum següent:
- Fabricació de llaunes de conserva i begudes.[1][2]
- Unió de cargols o femelles a una xapa. Per deformacio de la xapa.
- Unions entre cables elèctrics i terminals de contacte. Per deformació de l'allotjament metàl·lic del contacte.[3]
- Unió entre bala i beina, en un cartutx. Per deformació de la beina.
- Muntures en joieria. Per a subjectar gemmes per deformació de parts metàl·liques de la joia. Un sistema és el d'encastar la pedra dins d'una cavitat i deformar les vores empresonant-la (Encast).[4][5]

Les unions per deformació d'una part metàl·lica poden ser "per tanca de forma" o "per fregament" (o "ajustament amb interferència" entre les peces unides).

## Fabricació de llaunes
L'enllaunat de productes alimentaris va progressar molt l'any 1922 amb la patent d'una màquina basada en la fabricació per plegament de xapa.
En l'actualitat hi ha moltes variants de llaunes per a begudes i aliments. La majoria de models inclouen una part o més amb unions metàl·liques per deformació.

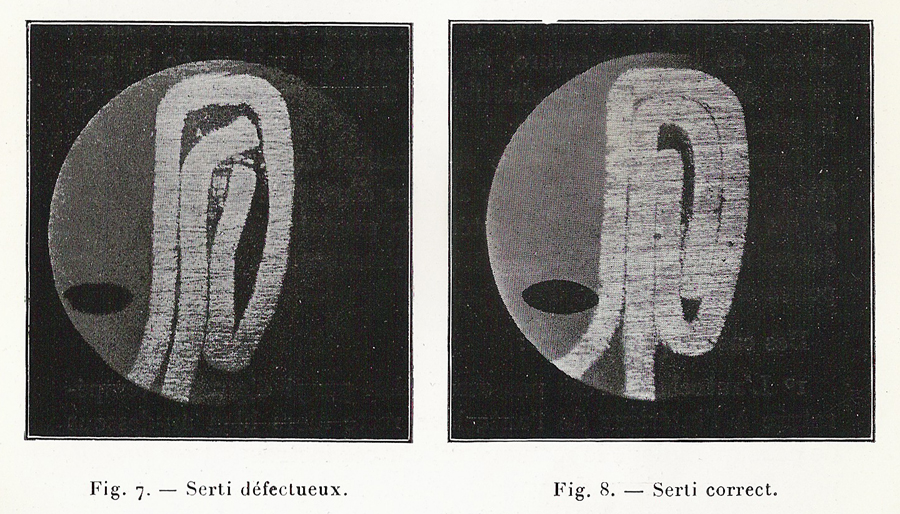
Vista en secció d'unions per plegament de xapa. Esquerra (incorrecta) i dreta (correcta).
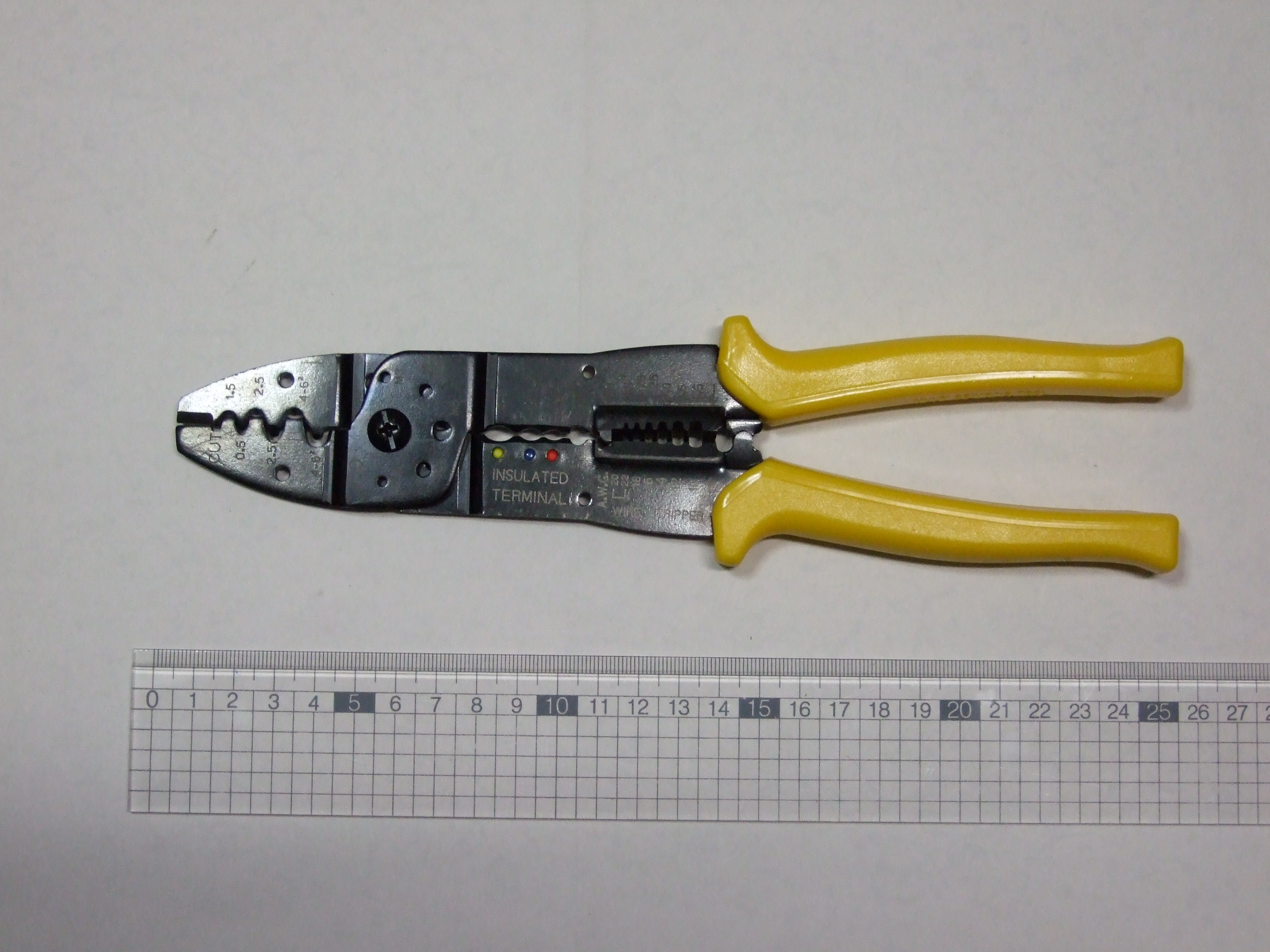
Eina "crimpadora" per a connectors elèctrics "fast-on".
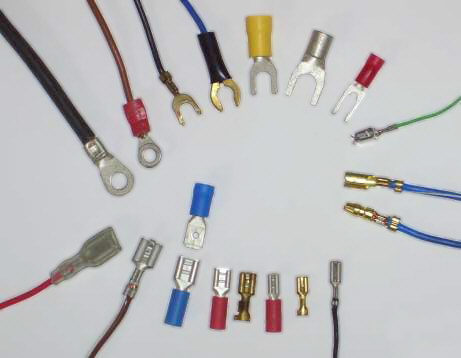
Connectors elèctrics ràpids ("fast-on").
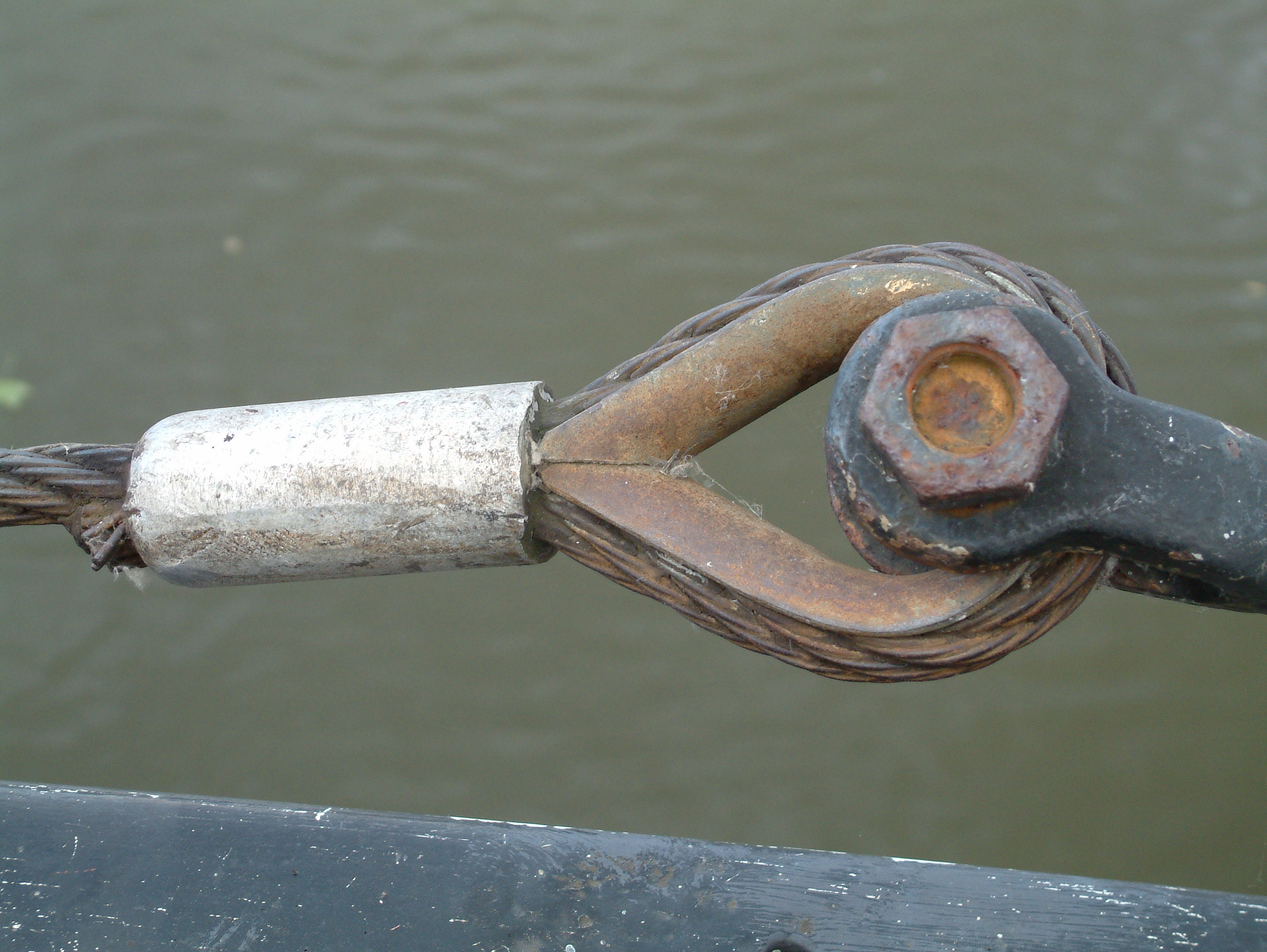
Cable d'acer amb guardacaps. Unió per deformació d'un cilindre metàl·lic que immobilitza el cable.

## Acabament de cables de subjecció
A finals dels 40 del segle passat es va patentar un sistema per a fabricar extrems d'estais i obencs de cables metàl·lics en aplicacions nàutiques (sistema Talurit). El cable es doblegava formant baga al voltant d'un guardacaps metàl·lic. Prèviament calia introduir el cable en un cilindre metàl·lic amb un allotjament per a dos cables. Un cop introduït l'accessori es plegava el cable i el guardacap, passant la punta pel segon pas. Finalment es premsava el "cilindre" i el cable quedava ferm, subjectat pel fregament (provocat pel premsat amb interferència). El sistema simplificava molt els cadenots, especialment en vela lleugera, en substituir dos o tres premsacables (amb 2 cargols i femelles cadascun), per una peça molt més lleugera.
Hi ha algunes marques registrades que segueixen un sistema semblant. El sistema Nicopress es basa en un element el·líptic. En el sistema Talurit l'element que serveix per a premsar el cable és un cilindre amb un allotjament per a les dues parts del cable.

## Connectors elèctrics
Hi ha una mena de connectors unifilars (per a un sol cable conductor) basats en un element pla ("blade connectors" en anglès). S'afegeixen en un extrem del fil elèctric i es connecten en un altre element especialment adaptat. El fil elèctric pot unir-se per soldadura al connector però és molt freqüent i pràctica la unió per deformació (mitjançant una mena d'alicates "crimpadores").
Una marca molt difosa de connectors plans és la Faston (marca registrada de las companyia Tyco Electronics). Hi ha connectors Faston mascles i femelles. El nom "faston" s'usa popularment com a denominació genèrica dels connectors plans.

## Vitralls emplomats
En el vitralls emplomats les peces de vidre se subjecten en una xarxa de tires de plom (verguerons), amb secció en forma d'H. Cada peça es fa ferma deformant les ales del perfil de plom perquè premin el vidre.

## Xapes d'ampolles de refresc
Els taps de begudes amb gas carbònic (i altres begudes sense gas) són dels anomenats "taps corona", consistents en una xapa metàl·lica deformada que proporciona un tancament efectiu amb l'ajuda d'una junta elàstica adequada (suro, PTFE…).

## Cargols i femelles embotides
Hi ha diversos sistemes que permeten fixar cargols (rosques mascle) o femelles (rosques femella) en una xapa metàl·lica o una altra peça per deformació d'una part de metall. En uns casos la part deformada és el suport i en altres l'insert roscat.